# Molophilus obscurus
Molophilus obscurus är en tvåvingeart som först beskrevs av Johann Wilhelm Meigen 1818.  Molophilus obscurus ingår i släktet Molophilus och familjen småharkrankar. Arten är reproducerande i Sverige. Inga underarter finns listade i Catalogue of Life.

## Bildgalleri

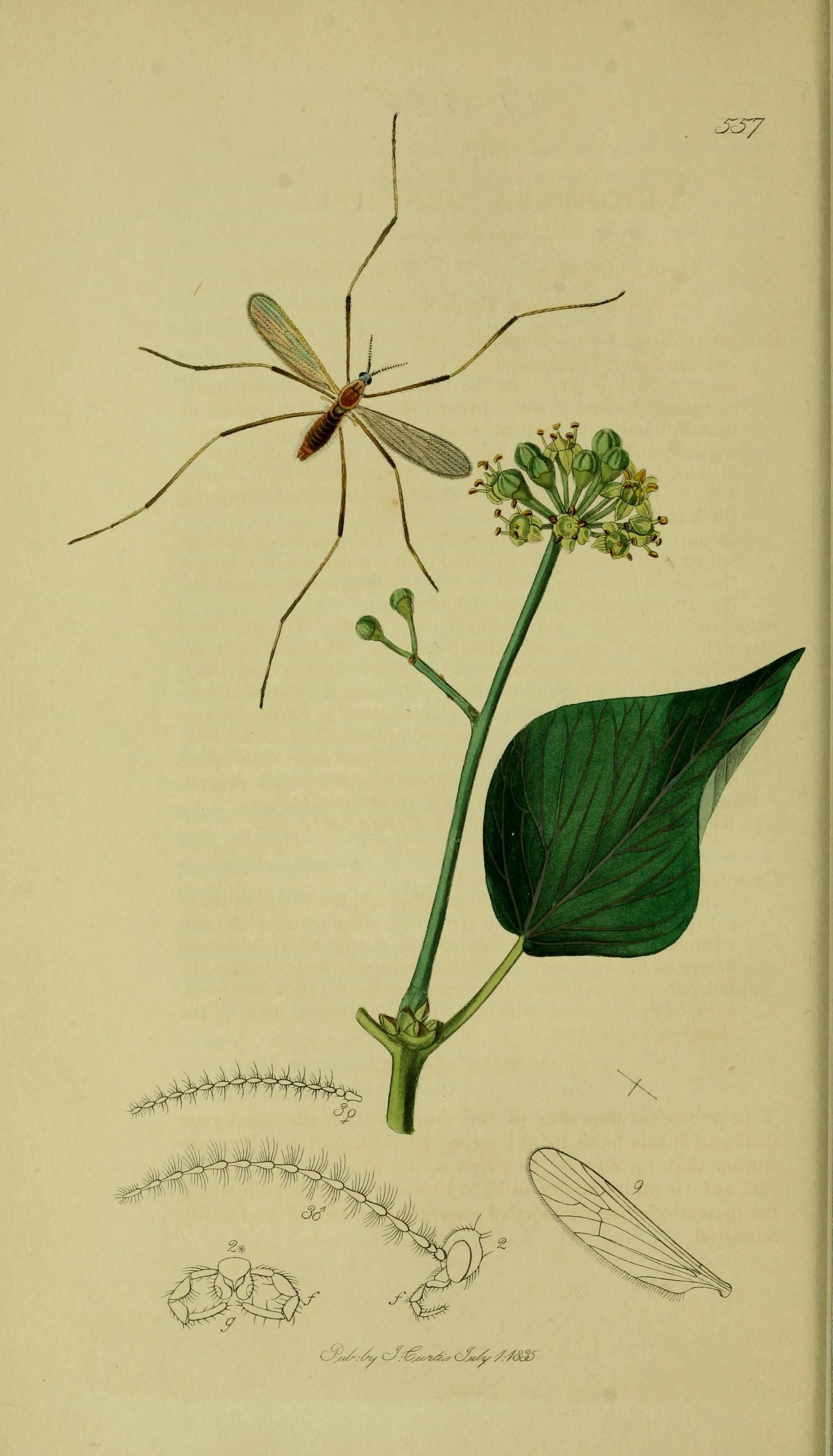